# Prowincja Kouritenga
Prowincja Kouritenga, także Kourittenga – jedna z 45 prowincji w Burkina Faso.
Ma powierzchnię ponad 2,5 tysięcy km². W 2006 roku mieszkało w niej ponad 330 tysięcy ludzi. W 1996 roku na jej terenach zamieszkiwało ponad ćwierć miliona mieszkańców.